# 僕の見たビートルズはTVの中
「僕の見たビートルズはTVの中」（ぼくのみたビートルズはテレビのなか）は、斉藤和義の1作目のシングル。1993年8月25日にファンハウスより発売された。

## 概要
デビュー前年の1992年にTBS系列のオーディション番組『星期六我家的電視・三宅裕司の天下御免ね!』へ出演（5週勝ち抜き）し、本作を披露。無名だったこともあり、チャート成績は圏外であった。

## 収録曲
全曲 作詞・作曲・編曲:斉藤和義
1. 僕の見たビートルズはTVの中
2. 涙が出ない

## 収録アルバム
僕の見たビートルズはTVの中
- 青い空の下…
- Golden Delicious
- 歌うたい15 SINGLES BEST 1993〜2007
- KAZUYOSHI SAITO 25th Anniversary Live 1993-2018 25<26 〜これからもヨロチクビーチク〜 Live at 日本武道館 2018.09.07